# Bierville
Bierville település Franciaországban, Seine-Maritime megyében. Lakosainak száma 320 fő (2022. január 1.). Bierville Blainville-Crevon, Longuerue, Morgny-la-Pommeraye és Pierreval községekkel határos.

## Népesség
A település népességének változása:
| Lakosok száma | 298  | 304  | 314  | 317  | 320  | 325  | 331  | 326  | 320  |
|               | 2013 | 2015 | 2016 | 2017 | 2018 | 2019 | 2020 | 2021 | 2022 |